# José Neto
José Manuel Conceiçāo Neto  (Montijo, Portugal, 5 de octubre de 1935-Lisboa, Portugal, 6 de julio de 1987), más conocido como José Neto, fue un futbolista portugués que jugaba como centrocampista.

## Clubes
| Club       | País     | Año       |
| ---------- | -------- | --------- |
| CD Montijo | Portugal | ¿-1958    |
| SL Benfica | Portugal | 1958-1966 |
| SC Braga   | Portugal | 1966-1967 |

## Palmarés

### Campeonatos nacionales
| Título           | Club       | País     | Año  |
| ---------------- | ---------- | -------- | ---- |
| Copa de Portugal | SL Benfica | Portugal | 1959 |
| Primeira Divisão | SL Benfica | Portugal | 1960 |
| Primeira Divisão | SL Benfica | Portugal | 1961 |
| Copa de Portugal | SL Benfica | Portugal | 1962 |
| Primeira Divisão | SL Benfica | Portugal | 1963 |
| Primeira Divisão | SL Benfica | Portugal | 1964 |
| Copa de Portugal | SL Benfica | Portugal | 1964 |
| Primeira Divisão | SL Benfica | Portugal | 1965 |

### Copas internacionales
| Título                      | Club       | Sede                     | Año  |
| --------------------------- | ---------- | ------------------------ | ---- |
| Copa de Campeones de Europa | SL Benfica | Berna (Suiza)            | 1961 |
| Copa de Campeones de Europa | SL Benfica | Ámsterdam (Países Bajos) | 1962 |